# Valletta
Valletta (kolokvijalno: Il Belt = "Grad") je glavni grad Malte. U Valletti se nalaze brojne znamenite građevine od 16. stoljeća naovamo koje su izgrađene za vrijeme kada su otokom vladali Ivanovci. Tako grad odiše umjetničkim stilovima kao što su: manirizam, barok (dominantan), neoklasicizam, ali i moderni funkcionalizam u područjima obnovljenima nakon stradanja u Drugom svjetskom ratu. Zbog tog bogatstva Valletta je upisana na UNESCO-ov popis mjesta svjetske baštine u Europi još 1980. godine.

## Ime
Službeno ime koje je Red svetog Ivana dao gradu bilo je Humillima Civitas Valletta – grad posvećen poniznosti, međutim zbog svojih bastiona i tvrđava, zajedno s ljepotom baroknih zgrada duž uzanih ulica, postao je poznat kao Superbissima – „Veličanstveni“ među vladajućim kućama Europe. Na malteškom on se uobičajeno naziva Il-Belt, što jednostavno znači „Grad“.

## Povijest
Kamen temeljac grada Valletta postavio je Veliki majstor Reda svetog Ivana, Jean Parisot de la Valette, 28. ožujka 1566. Red (koji je bio dugo upravljao gradom i otokom) odlučio je osnovati novi grad na poluotoku Scebberras odmah poslije okončanja velike opsade Malte, da bi učvrstio poziciju reda na Malti – „malteških vitezova“. Grad je projektirao Francesco Lapparelli, dok je najvažnije zgrade sagradio Gerolamo Cassar. Valletta je zato grad s mnogim zgradama iz 16. stoljeća i kasnije, ali najveći broj ih je izgrađen u vrijeme Vitezova svetog Ivana iz Jeruzalema (Vitezova hospitalaca ili Malteških vitezova).
Poslije vitezova i kratke vladavine Francuza, sljedeći period veće gradnje bio je za vrijeme britanske vladavine. Vrata su proširena, zgrade rušene i ponovo zidane, kuće proširivane i instalirani uređaji za gradske potrebe. Međutim, čitav grad i njegova infrastruktura su oštećeni u zračnim napadina za vrijeme Drugog svjetskog rata, a veličanstvena zgrada opere, izgrađena u 19. stoljeću na ulazu u grad, srušena je. Grad ima brojne znamenite kafiće, mjesta za sastanke, restorane, banke, hotele i vladine zgrade. Postoje i javni vrtovi s kojih se pruža veličanstven pogled na Veliku luku i okolicu.

## Znamenitosti
Poluotok Valletta, koje okružuju dvije prirodne luke, Marsamxett i Velika luka, je najveća luka na Malti, s dokovima na Marsi, terminalom za putničke brodove koji je nedavno sagrađen u Velikoj luci, duž starih gradskih zidina s prodavaonicama koje je sagradio Veliki majstor Pinto.
Grad ima nekoliko zgrada od izuzetne povijesne važnosti koje su danas na listi UNESCO-ove svjetske baštine: 
- Konkatedrala Svetog Ivana, u kojoj se nalaze najveća djela Caravaggia), je izgrađena 1572. godine (arhitekt maltežanin Gerolamo Cassar) kao samostanska crkva Ivanovaca, malteških vitezova.
- Palača Auberge de Castille et Leon, bivša rezidencija malteških vitezova (koji su dolazili iz Kastilje, Leona i Portugala), a danas zgrada predsjednika vlade. Izvorno ju je izgradio malteški arhitekt Girolamo Cassar 1574. godine, a opsežno je obnovljena i modernizirana 1741. godine (Andrea Belli).
- Utvrđenja koja su vitezovi sazidali da bi zaštitili grad od napada sastoje se od brojnih bastiona, polubastiona, ravelina i zidina koji dosežu i do 100 metara visine.
- Palača Velikog majstora iz 1571. – 74. godine; danas sjedište Malteškog parlamenta i ured predsjednika Malte. Izvorno je izgrađena oko dva velika dvorišta kojima dominira skulptura Neptuna. Ima dva ulaza s prednje strane i jedan s Kraljičinog trga (Piazza Regina), zapadno od Nacionalne knjižnice. Njen arsenal, u stražnjem dijelu, posjeduje jednu od najboljih kolekcija srednjovjekovnog i renesansnog oružja u Europi.
- Nacionalni muzej umjetnosti; rokoko palača iz 1570ih i bivše sjedište zapovjednika britanske sredozemne flote od 1789. god.
- Kazalište Manoel (Teatru Manwel) je izgrađeno u samo deset mjeseci 1731. godine i jedno je od najstarijih operativnih kazališta u Europi.
- Hospital Sacra Infermeria iz 1574. god. je bilo jedno od najcjenjenijih u renesansi.
- Crkva Gospe od Pobjede bila je prva crkva na Malti, koja je sagrađena u Valletti nakon turske opsade.

- Oltar Konkatedrale sv. Ivana
- Unutrašnjost Palače velikog meštra
- J. M. W. Turner, Velika luka u Valletti, Nacionalni muzej umjetnosti
- Park Donja Barrakka sa Spomenikom sjećanja
- Velika luka Vallette 1801. god.

## Stanovništvo
Stanovništvo Vallette je konstantno opadalo tijekom godina i danas ih ima tek trećina od nekadašnjeg broja. Ovaj proces se naročito ubrzao poslije Drugog svjetskog rata, kada se stanovništvo preselilo u okolna predgrađa, a sam grad je ostao centar trgovačkih i administrativnih aktivnosti Malte. Prema službenoj procjeni grad je 2005. godine imao je 7.048, a 2008. 6.098 stanovnika, što dokazuje trend opadanja populacije.

## Prijevoz
Javni prijevoz na Malti koristi autobuse i odvija se uglavnom na linijama ka i od Vallette, preko terminala koji se nalazi odmah do ulaza u grad. Promet u samom gradu je ograničen,a neke glavne ulice su potpuno pretvorene u pješačke zone. 

## Kultura
Praznik Svetog Pavla iz Tarsa se proslavlja u Valletti 10. veljače, dok se praznici Svetog Dominika, Svetog Augustina i Naše Gospe od Karmela slave tijekom cijele godine. Priređuje se i procesija Svete Rite.
Valletta je poznata i po istoimenom nogometnom klubu, jednom od najboljih klubova na otoku.

## Vanjske poveznice
- La Valette, malteškog reda  Arhivirana inačica izvorne stranice od 14. prosinca 2011. (Wayback Machine) napisao Alain Blondy, Profesor na sveučilištu Pariz IV-Sorbona.
- wts_maltapast_valletta/wts_maltapast_valletta.html Turističke informacije  Arhivirana inačica izvorne stranice od 5. ožujka 2008. (Wayback Machine)
- Valletta kao mjesto svjetske baštine
- Valletta - GuidetoMalta.net  Arhivirana inačica izvorne stranice od 30. svibnja 2007. (Wayback Machine)